# 스코틀랜드 U-21 축구 국가대표팀
스코틀랜드 U-21 축구 국가대표팀(스코트어: Nederlands voetbalelftal onder 21)은 스코틀랜드을 대표하는 21세 이하의 축구 국가대표팀으로, 스코틀랜드의 축구 관리 기관인 스코틀랜드 축구 협회의 관리를 받는다. UEFA U-21 축구 선수권 대회에 1980년부터 6번 참가했으며, 1982년과 1992년, 1996년에 준우승에 진출했다.